# رود دوغلاس
رود دوغلاس (بالإنجليزية: Rod Douglas) (مواليد 20 أكتوبر 1964) هو ملاكم من المملكة المتحدة، مثّل بلاده في الألعاب الأولمبية الصيفية 1984.

## روابط خارجية
رود دوغلاس على موقع أوليمبيديا (الإنجليزية)
- رود دوغلاس على موقع اتحاد ألعاب الكومنولث (مؤرشف) (الإنجليزية)